# Municipio de Union (condado de Saline)
El municipio de Union (en inglés: Union Township) es un municipio ubicado en el condado de Saline en el estado estadounidense de Arkansas. En el año 2010 tenía una población de 597 habitantes y una densidad poblacional de 8,39 personas por km².

## Geografía
El municipio de Union se encuentra ubicado en las coordenadas 34°41′54″N 92°41′33″O / 34.69833, -92.69250. Según la Oficina del Censo de los Estados Unidos, el municipio tiene una superficie total de 71.16 km², de la cual 71,16 km² corresponden a tierra firme y (0 %) 0 km² es agua.

## Demografía
Según el censo de 2010, había 597 personas residiendo en el municipio de Union. La densidad de población era de 8,39 hab./km². De los 597 habitantes, el municipio de Union estaba compuesto por el 97,65 % blancos, el 1,51 % eran afroamericanos, el 0,34 % eran amerindios, el 0,17 % eran de otras razas y el 0,34 % eran de una mezcla de razas. Del total de la población el 0,67 % eran hispanos o latinos de cualquier raza.